# Pronar
Pronar Sp. z o.o. est un fabricant polonais de motos, de machines agricoles, de tracteurs et de porte-caissons basé à Narew, dans la voïvodie de Podlachie.

## Histoire
l'entreprise Pronar Sp. z o.o. a été fondée en 1988, dans ses premières années, elle était principalement occupée à exporter des produits agroalimentaires vers les pays de l'ex-Union soviétique. Pronar a commencé à assembler des tracteurs de l'entreprise Belarus avec l'importation des composants de l'usine de tracteurs de Minsk. Au fil des ans, Pronar a commencé à introduire de nouveaux types de tracteurs avec des spécifications différentes. Les pièces et assemblages importés ont été progressivement remplacés par des pièces produites en Pologne, et cela a transformé l'assemblage existant en production.
La société a établi des réseaux de concessionnaires dans la plupart des pays de l'Union Européenne, aux côtés de la Scandinavie et de la Russie.